# Маргарет Браун
Маргарет Тобин Браун познатија као Моли Браун (Ханибал, 18. јул 1867 — Њујорк, 26. октобар 1932) је била америчка хуманисткиња и активиста која је постала позната по томе што је преживела бродолом Титаника. После смрти је остала у сећању многих као Непотопива Моли иако је никада за живота нису звали Моли.

## Биографија
Маргарет је била ћерка ирског емигранта у Америци, похађала је гимназију, а потом радила у фабрици дувана. Живела је у Колораду. Удала се за Џејмса Брауна, рудара, и када су 1894. године пронашли злато преселили се у Денвер. Основала је Друштво Денверског женског клуба. Супруг ју је напустио отпутовала је у Њујорк и Њупорт, где је уживала велики друштвени углед. Преживевши бродолом на Титанику, њен живот је био попут легенде, те је био и инспирација за позоришни мјузикл и филм.

## Титаник
Маргарет се укрцала на Титаник у Шербуру као путник прве класе. Када је брод ударио у санту леда, укрцала се на чамац 6. Постала је позната по сукобу с кормиларом, Робертом Хиченсом. Роберт је одбио да се врате, како би примили још путника (у чамцу је било око 20 људи, иако је могао да прими 65). Разлози којима је правдао одбијање да се врате били су да ће их брод повући на дно или да ће гомила људи потопити чамац. Када је више од 1000 људи почело да се дави и смрзава, Маргарет је подстакла све да веслају назад, да потраже преживеле. Након неког времена, Роберт је опет покушавао да их одврати од тога, али му је она запретила да ће га избацити из чамца. Чамац 6 се коначно вратио, али нису нашли преживеле. На Карпатији, Маргарет је одала признање Артуру Рострону, капетану брода, за спасавање преживелих.